# Åke Wallenquist
Åke Anders Edvard Wallenquist,  född 16 januari 1904 i Västervik, död 8 april 1994 i Uppsala, var en svensk astronom.

## Biografi
Wallenquist fick sin utbildning i astronomi vid Uppsalaobservatoriet, där han var en av Östen Bergstrands studenter. Han blev fil. lic. 1927, och disputerade 1931 på en avhandling om stjärnhopen Messier 7.
Åren 1928–1935 var han knuten till Bosscha-observatoriet på Java, och han var då den första svenska astronom som arbetat på södra halvklotet. Åren 1948–1970 var han föreståndare för Kvistabergs observatorium, Uppsalaobservatoriets filialobservatorium, cirka 50 km söder om Uppsala.
Wallenquist producerade ett par hundra vetenskapliga skrifter inom främst forskningsområdet öppna stjärnhopar samt många populärastronomiska böcker. Han var från 1950-talet den ledande populärvetenskaplige författaren i astronomi bland yrkesastronomerna i Sverige.
Han tilldelades professors namn år 1960. 
Wallenquist är begravd på Gamla kyrkogården i Västervik.

## Utmärkelser
- 1968 invaldes Wallenquist som ledamot av Kungliga Vetenskapsakademien.
- 1970  Kommendör av Nordstjärneorden.[6]
- 1979 erhöll han Svenska akademiens Karin Gierow-pris för "kunskapsförmedlande framställningskonst".
- 1979 fick han en  asteroid mellan Mars och Jupiter uppkallad efter sig, 2114 Wallenquist.[7]